# Фоса (Мачерата)
Фоса (итал. Fossa) насеље је у Италији у округу Мачерата, региону Марке.
Према процени из 2011. у насељу је живело 9 становника. Насеље се налази на надморској висини од 576 м.